# Solaseed Air
Solaseed Air (ソラシド エア Sorashido Ea?), incorporada como Skynet Asia Airways Co., Ltd. (スカイネットアジア航空株式会社 Sukainetto Ajia Kōkū Kabushiki-gaisha?, SNA) es una aerolínea de bajo coste con base en el SNA Center (SNAセンター SNA Sentā?), en el Agein Building (アゲインビル 'Agein Biru'?) en Miyazaki, prefectura de Miyazaki, Japón. Opera principalmente vuelos entre Miyazaki/Kumamoto/Nagasaki y Tokio. A comienzos de septiembre de 2007, los vuelos a Kagoshima fueron iniciados. Ofrece descuentos a turistas extranjeros de hasta un 65% respecto a las tarifas normales. Es la primera y única compañía aérea japonesa que ofrece tarifas reducidas solo a turistas internacionales.

## Historia
La aerolínea fue fundada en mayo de 2002 y comenzó a operar en julio de 2002. Fue anteriormente conocida como Pan Asia Airlines. Cuando inició sus vuelos se convirtió en la cuarta aerolínea en hacer acto de aparición tras la desregularización del mercado japonés desde 1998. La aerolínea es propiedad de Industrial Revitalisation Corporation de Japón (56.9%) y Mera Electric Industrial Corporation (11.7%).

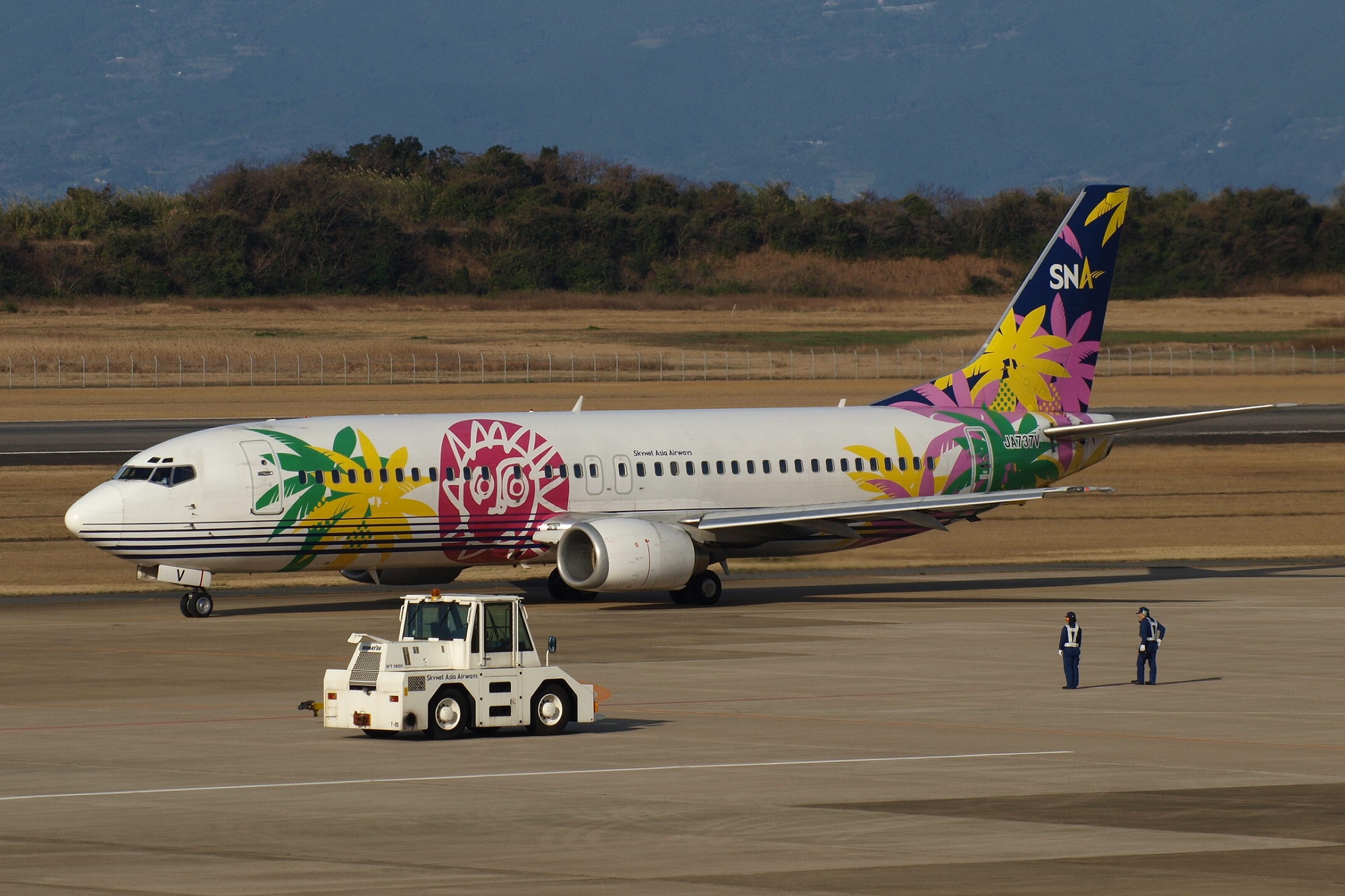
Boeing 737-400 de Skynet Asia Airways

## Destinos
Solaseed Air opera vuelos regulares a los siguientes destinos domésticos (en febrero de 2009)
- Aeropuerto Internacional de Tokio - Aeropuerto de Kagoshima (Kagoshima)
- Aeropuerto Internacional de Tokio - Aeropuerto de Kumamoto (Kumamoto)
- Aeropuerto Internacional de Tokio - Aeropuerto de Miyazaki (Miyazaki)
- Aeropuerto Internacional de Tokio - Aeropuerto de Nagasaki (Nagasaki)
- Aeropuerto de Naha - Aeropuerto de Kagoshima (Kagoshima)
- Aeropuerto de Naha - Aeropuerto de Nagasaki (Nagasaki)
- Aeropuerto de Naha - Aeropuerto de Miyazaki (Miyazaki)
- Aeropuerto de Naha - Aeropuerto de Kumamoto (Kumamoto)

Los planes de futuro incluyen una ampliación de rutas a las principales ciudades de Japón y Asia.

## Flota

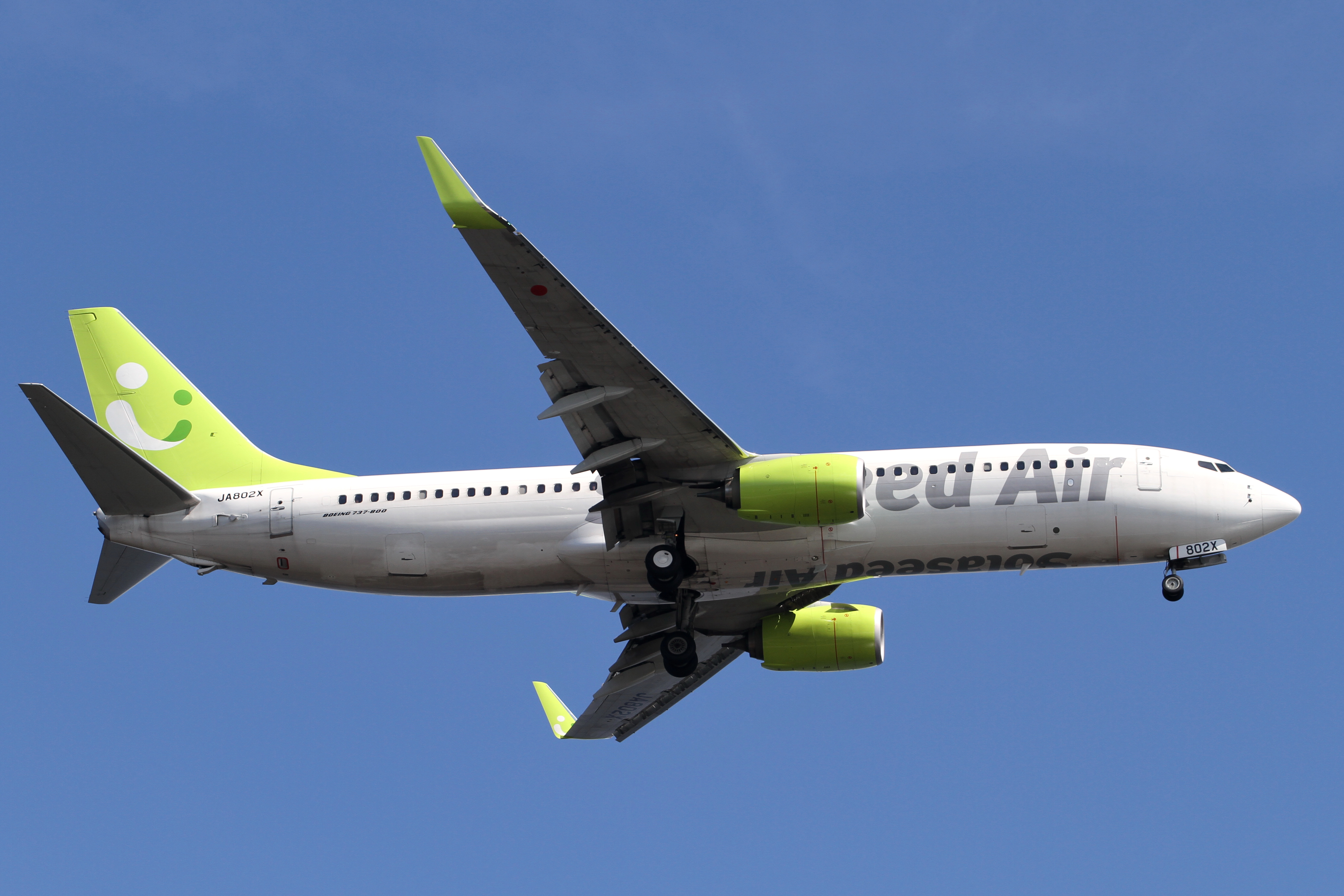
Boeing 737-800 de Solaseed Air

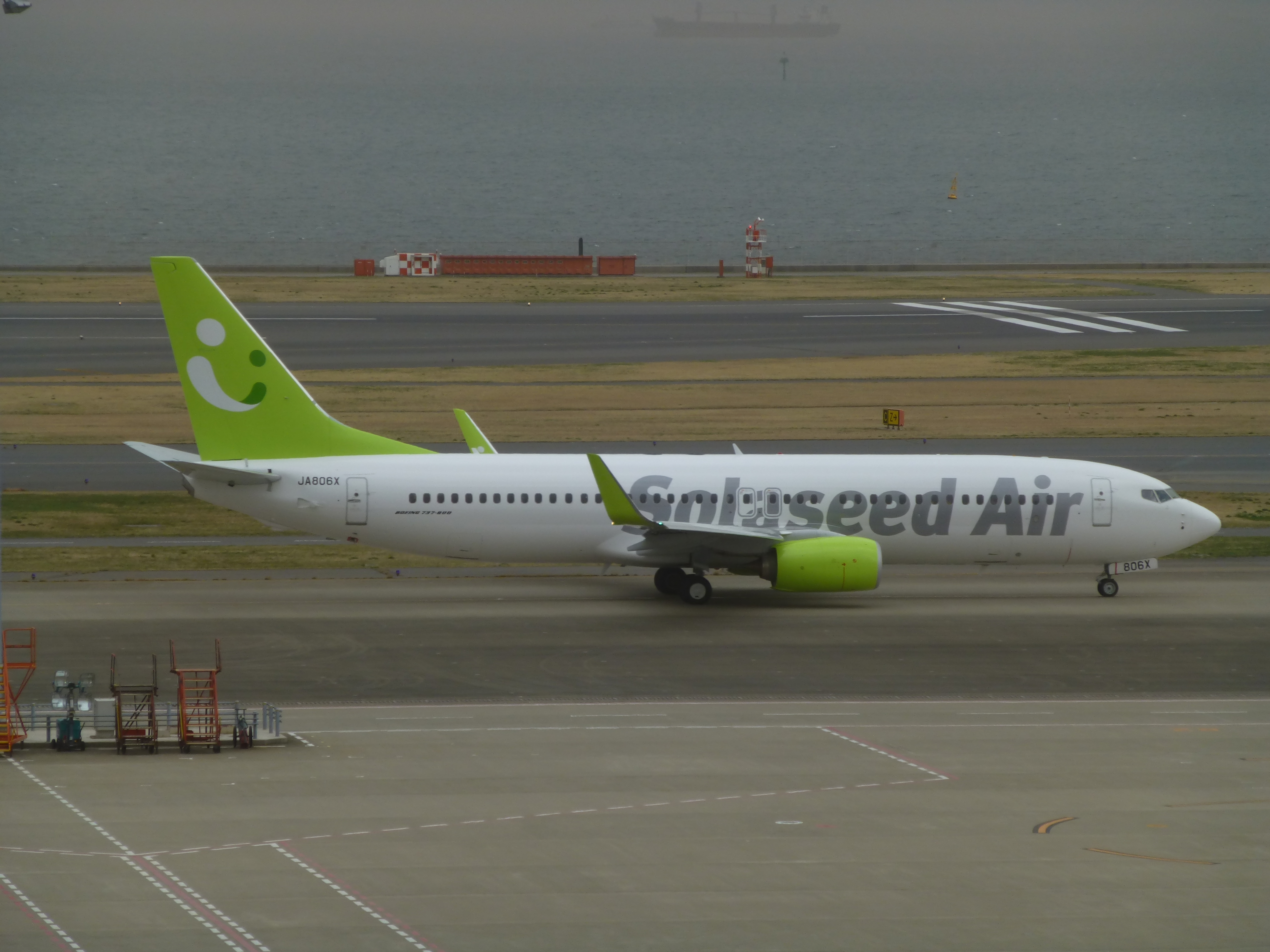
Otro Boeing 737-800 de Solaseed Air

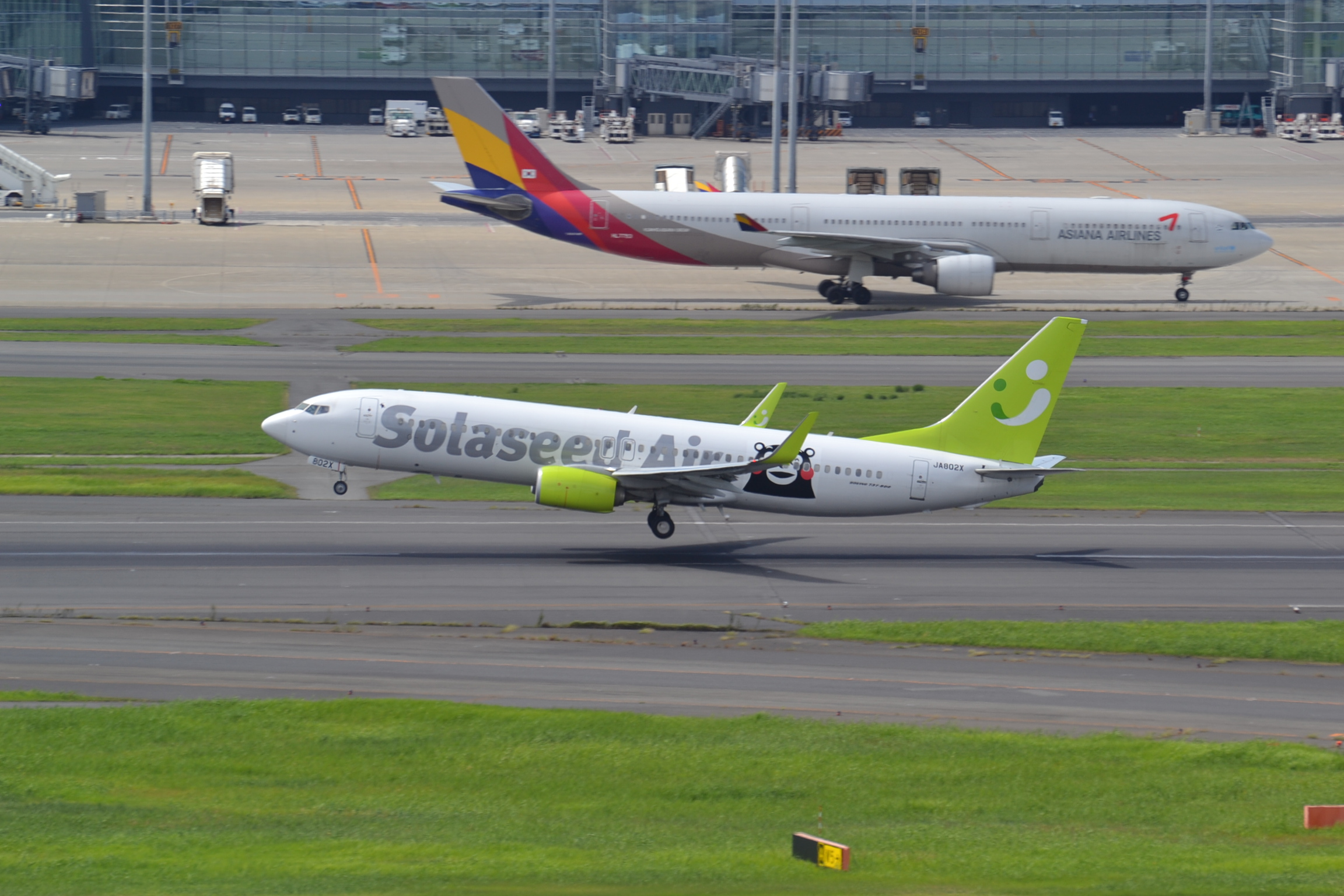
Boeing 737-800 de Solaseed Air en librea especial en Tokio-Haneda

La flota de Solaseed Air incluye las siguientes aeronaves, con una edad media de 6.8 años (en mayo de 2020):
| Boeing 737-800 | 14 | — |  |  |  |  |
| Total          | 14 | — |  |  |  |  |

## Flota Histórica
La flota histórica de Solaseed Air constaba de estas aeronaves: